# Pepa Chávarri
Josefa de Chávarri Rodríguez-Codes (Madrid-13 de diciembre de 1911 - 1993), conocida en los círculos deportivos de los años treinta y cuarenta como Pepa Chávarri, fue una deportista española que destacó especialmente en tenis y hockey sobre hierba.
Durante diez años fue considerada la mejor jugadora de tenis, destacando por su gran regularidad. Ganó seis títulos del campeonato de España individual damas (en 1934, 1935, 1936 -estos tres como jugadora del Athletic Club de Madrid, donde comenzó su actividad polideportiva-, 1941, 1943, 1945) ocho de doble y cuatro mixtos. Junto a Lili Álvarez fue también jugadora en Wimbledon. Continuó la saga de campeonas Josefa de la Riba.
En hockey sobre hierba perteneció primero al Real Madrid pasando después al Athletic de Madrid y cuando esa sección desapareció en 1930 se sumó al Club de Campo, fundado por Pepa Gomar, que se convirtió en el nuevo club impulsor del hockey femenino. Fue capitana del Real Madrid y de la selección española. En 1934 fue la autora del primer gol de una selección española femenina. En 1936, participó en el preolímpico de Berlín y ganó plaza olímpica sin embargo el torneo no se celebró y España no participó a causa de la guerra civil.
Pepa Chávarri también tenía grandes inquietudes políticas, por eso ingresa en la Sección Femenina de Falange a mitad del año 1935, junto a su hermano Bernabé, también deportista destacado, que ya militaba en el SEU, el sindicato falangista de estudiantes. Al iniciarse la Guerra Civil, Pepa logra refugiarse junto con su madre en la Embajada Alemana en Madrid. El 24 de noviembre de 1936, como consecuencia de que Alemania había reconocido oficialmente a la "Junta de Burgos" encabezada por el general Franco, el gobierno del Frente Popular obligó a desalojar y cerrar la embajada en Madrid. Pepa Chavarri fue detenida y trasladada primero a una cheka y luego a una cárcel de mujeres.
En 1939 fue Consejera de Deportes. Tras la guerra civil, Chávarri volvió a ser otras tres veces campeona en individuales, antes de retirarse en 1947, con la llegada de María Josefa de Riba y de Bely Maier.
En 1946 fue vocal del Comité Internacional Femenino de hockey y vocal femenino de la Real Federación Española.